# Lissy Arna
 (juin 2020).
Si vous disposez d'ouvrages ou d'articles de référence ou si vous connaissez des sites web de qualité traitant du thème abordé ici, merci de compléter l'article en donnant les références utiles à sa vérifiabilité et en les liant à la section « Notes et références ».
Lissy Arna (née Liesbeth Helene Erna Arndt le 20 décembre 1900 à Berlin, morte le 22 janvier 1964 à Berlin Ouest) est une actrice allemande.
Elle apparaît dans plus de 60 films entre 1915 et 1962, tout d'abord dans des films muets allemands, puis des films américains à partir de 1930.

## Vie
Fille du maroquinier Max Arndt et de son épouse Bertha, née Eweleit, elle apparaît pour la première fois au cinéma comme figurante et dans quelques courts métrages en 1919. En 1920, elle épouse le réalisateur Hanns Shwarz, dont elle divorce deux ans plus tard. En 1923 elle obtient son premier rôle principal.
Après un séjour de deux ans aux Etats-Unis, Lissy Arna joue fréquemment dans les films muets allemands à compter de 1925.

## Filmographie
- 1918 : Lissy und ihre Verehrer (court-métrage)
- 1925 : Elegantes Pack de Jaap Speyer
- 1925 : Die Frau ohne Geld de Fritz Kaufmann
- 1926 : La Carrière d'une midinette de Victor Janson
- 1927 : Die berühmte Frau de Robert Wiene
- 1928 : Schinderhannes (The Prince of Rogues) de Curtis Bernhardt
- 1929 : Hjärtats triumf de Gustaf Molander
- 1931 : Le Traître, réalisé par Karel Lamač et Martin Frič
- 1939 : Une cause sensationnelle d'Eduard von Borsody
- 1962 : Das Leben beginnt um acht de Michael Kehlmann